# Physokentia insolita
Physokentia insolita là loài thực vật có hoa thuộc họ Arecaceae. Loài này được H.E.Moore miêu tả khoa học đầu tiên năm 1969.